# Linda Forsberg
Linda Maria "Foppa" Forsberg (19 de junho de 1985) é uma ex-futebolista profissional sueca que atuava como meia.

## Carreira
Linda Forsberg fez parte do elenco da Seleção Sueca de Futebol Feminino, nas Olimpíadas de 2008. 